# Богатырёв, Алибек
Алибек Богатырёв (1891, Мекеги, Даргинский округ, Дагестанская область, Российская империя — декабрь 1920, Мочох, Аварский округ, Дагестанская область, Российское государство) — революционер, участник борьбы за советскую власть в Дагестане.

## Биография
Родился в 1891 году в селе Мекеги Даргинского округа (ныне — Левашинский район Дагестана) в бедной крестьянской семье. В 1913 году начал свой трудовой путь, сначала работал на железной дороге, затем чернорабочим на бакинских нефтяных промыслах, где он принял участие в политических сходках и забастовках бакинского пролетариата. В мае 1917 года Богатырёв вернулся в родное село Мекеги. После Октябрьской революции во время гражданской войны в России организовал партизанский отряд, которым командовал, стал одним из организаторов Красного движения в горном Дагестане. В 1920 году в Дагестан прибыла 32-я Красная Армия для установления Советской власти, к которой примкнул отряд Алибека Богатырёва. В октябре 1920 года союзниками установления Советской власти было взято село Кегер. В декабре 1920 года в селении Мочох Аварского округа, его отряд был окружён, а он сам убит. Похоронен он в селе Леваши. Посмертно награждён Орденом Красного Знамени.

## Память
- Улица в Махачкале, (бывшая Садовая) с 1967 года;
- Посёлок Богатырёвка в Кировском районе Махачкалы;
- Остановочный пункт Северо-Кавказской железной дороги в Дагестане Богатырёво;
- Агропромышленный комплекс в селе Мекеги;
- Музеи в селах Мекеги и Мочох.

## Награды
- Орден Красного Знамени